# Giuseppe Cadregari
Giuseppe Antonio Cadregari (Crema, 21 ottobre 1919 – Crema, 9 gennaio 1990) è stato un calciatore italiano, di ruolo ala.

## Carriera
Giocò in Serie A con il Napoli.